# 金荷伦
金荷伦（韩语： Gim Hayun，2000年1月7日—），韩国女子柔道运动员，2021年亚洲柔道锦标赛女子78公斤以上级铜牌得主、2022年亚洲柔道锦标赛女子78公斤以上级铜牌得主、2022年亚洲运动会女子78公斤以上级金牌得主。